# Vela ai Giochi della XXIX Olimpiade - Windsurf maschile

## Le gare
Le gare di vela della Classe RS:X maschile valide per la XXIX Olimpiade si sono svolte dall'11 al 20 agosto 2008 a Qingdao nella Qingdao International Sailing Centre. Hanno partecipato alla competizione 35 atleti.
I punti sono stati assegnati in base alle posizioni finali in ciascuna regata (1 al primo, 2 al secondo etc.). Sono stati considerati i migliori 9 punteggi delle dieci regate di qualificazione, e ciascun atleta ha potuto scartare il punteggio più alto. I 10 atleti con il punteggio più basso hanno gareggiato in un'ultima regata, chiamata "Medal Race" in cui il punteggio valeva doppio e andava a sommarsi a quello delle 9 regate di qualificazione.
In caso di squalifica, o di mancata partenza per una regata, all'atleta venivano assegnati 28 punti per quella regata (21 nell'ultima) ovvero uno in più di quanti ne avrebbe avuto se si fosse classificata ultimo.

## Medaglie
| Posizione | Atleta          | Paese         |
| --------- | --------------- | ------------- |
|           | Tom Ashley      | Nuova Zelanda |
|           | Julien Bontemps | Francia       |
|           | Shahar Zubari   | Israele       |

## Risultati
| Pos. | Atleta                               | Regata | Regata | Regata | Regata | Regata | Regata | Regata | Regata | Regata | Regata | Regata     |     | Punteggio |
| Pos. | Atleta                               | 1      | 2      | 3      | 4      | 5      | 6      | 7      | 8      | 9      | 10     | Medal Race |     | Punteggio |
| ---- | ------------------------------------ | ------ | ------ | ------ | ------ | ------ | ------ | ------ | ------ | ------ | ------ | ---------- | --- | --------- |
|      | Tom Ashley Nuova Zelanda             | 4      | 7      | 7      | 1      | 5      | 5      | 3      | 6      | 8      | 32     | 6          | 52  |           |
|      | Julien Bontemps Francia              | 13     | 1      | 5      | 4      | 10     | 8      | 2      | 10     | 2      | 3      | 8          | 53  |           |
|      | Shahar Zubari Israele                | 1      | 3      | 1      | 3      | 17     | 6      | 19     | 18     | 1      | 4      | 4          | 58  |           |
| 4    | Nick Dempsey Regno Unito             | 11     | 9      | 3      | 2      | 1      | 7      | 17     | 5      | 3      | 5      | 14         | 60  |           |
| 5    | Ricardo Santos Brasile               | 12     | 6      | 13     | 7      | 6      | 3      | 6      | 7      | 5      | 33     | 12         | 77  |           |
| 6    | King Yin Chan Hong Kong              | 5      | 4      | 2      | 5      | 3      | 33     | 21     | 27     | 7      | 8      | 2          | 84  |           |
| 7    | Aichen Wang Cina                     | 2      | 8      | 9      | 16     | 2      | 14     | 22     | 14     | 19     | 1      | 10         | 95  |           |
| 8    | Nikolaos Kaklamanakīs Grecia         | 10     | 2      | 12     | 11     | 8      | 10     | 5      | 15     | 10     | 7      | 22         | 97  |           |
| 9    | Ivan Pastor Spagna                   | 8      | 13     | 18     | 18     | 16     | 9      | 4      | 4      | 6      | 15     | 16         | 109 |           |
| 10   | Makoto Tomizawa Giappone             | 6      | 20     | 6      | 14     | 7      | 23     | 8      | DSQ    | 12     | 2      | 18         | 116 |           |
| 11   | Joao Rodrigues Portogallo            | 18     | 10     | 10     | 8      | 14     | 16     | 9      | 3      | 13     | 19     | -          | 101 |           |
| 12   | Maksym Oberemko Ucraina              | 3      | 16     | 4      | 9      | 13     | 11     | 24     | DSQ    | 11     | 12     | -          | 103 |           |
| 13   | Andreas Cariolou Cipro               | 7      | 17     | 14     | 10     | 11     | 17     | 11     | 19     | 14     | 10     | -          | 111 |           |
| 14   | Richard Stauffacher Svizzera         | 9      | 11     | 11     | 13     | 9      | 18     | 15     | 8      | 17     | 22     | -          | 111 |           |
| 15   | Casper Bouman Paesi Bassi            | 20     | 27     | 21     | 22     | 4      | 1      | 1      | 2      | 20     | 21     | -          | 112 |           |
| 16   | Przemyslaw Miarczynski Polonia       | 17     | 21     | 27     | 20     | 15     | 2      | 7      | 1      | 15     | 18     | -          | 116 |           |
| 17   | David Mier Messico                   | 16     | 5      | 17     | 6      | 12     | 29     | 23     | 21     | 4      | 25     | -          | 129 |           |
| 18   | Taehoon Lee Corea del Sud            | 22     | 14     | 20     | 15     | 20     | 25     | 13     | 11     | 9      | 9      | -          | 133 |           |
| 19   | Aron Gadorfalvi Ungheria             | 15     | 19     | 16     | 12     | 24     | 26     | 10     | 9      | 18     | 13     | -          | 136 |           |
| 20   | Fabian Heidegger Italia              | 14     | 12     | 8      | 17     | 18     | 13     | 18     | 24     | 21     | 17     | -          | 138 |           |
| 21   | Mariano Daniel Reutemann Argentina   | 25     | 18     | 19     | 23     | 25     | 15     | 16     | 16     | 16     | 20     | -          | 168 |           |
| 22   | Ertugrul Icingir Turchia             | DSQ    | 28     | 15     | 19     | 27     | 19     | 12     | 23     | 23     | 6      | -          | 172 |           |
| 23   | Zac Plavsic Canada                   | 23     | 25     | 22     | 21     | 30     | 12     | 26     | 12     | 29     | 11     | -          | 181 |           |
| 24   | Jonas Kaeldsoe Poulsen Danimarca     | 28     | 26     | 30     | 29     | 35     | 4      | 14     | 13     | 34     | 23     | -          | 201 |           |
| 25   | Ek Boonsawad Thailandia              | 19     | 15     | 28     | 25     | 19     | 24     | 33     | 20     | 27     | 26     | -          | 203 |           |
| 26   | Benjamin Barger Stati Uniti          | 21     | 22     | 24     | 26     | 26     | 32     | 25     | 17     | 25     | 31     | -          | 217 |           |
| 27   | I Gusti Made Oka Sulaksana Indonesia | 24     | 24     | 23     | 27     | 22     | 31     | 28     | 30     | DNF    | 16     | -          | 225 |           |
| 28   | Mikalai Zhukavets Bielorussia        | 27     | 23     | 26     | 24     | 29     | 21     | 32     | 26     | 26     | 27     | -          | 229 |           |
| 29   | Carlos Julio Flores Perez Venezuela  | 32     | 33     | 33     | 35     | 21     | 22     | 27     | 28     | 22     | 14     | -          | 232 |           |
| 30   | Patrik Pollak Slovacchia             | 26     | 30     | 25     | 30     | 23     | 28     | 31     | 29     | 28     | 24     | -          | 243 |           |
| 31   | Chang Hao Taipei cinese              | 31     | 29     | 31     | 28     | 28     | 20     | 34     | DNF    | 24     | 35     | -          | 260 |           |
| 32   | Luka Mratovic Croazia                | 29     | 32     | 34     | 33     | 34     | 34     | 20     | 22     | 32     | 29     | -          | 265 |           |
| 33   | Johannes Ahun Estonia                | 34     | 34     | 32     | 34     | 31     | 30     | 29     | 25     | 30     | 28     | -          | 273 |           |
| 34   | Alexey Tokarev Russia                | 33     | 31     | 35     | 32     | 32     | 27     | 30     | 31     | 33     | 30     | -          | 279 |           |
| 35   | Santiago Grillo Colombia             | 30     | 35     | 29     | 31     | 33     | 35     | 35     | DNF    | 31     | 34     | -          | 293 |           |

Legenda abbreviazioni
DSQ = Squalificato
DNF = Non terminata
DNS = Non partito
OCS = Rimasto sulla linea di partenza